# Jan Vytrval
Jan Vytrval (* 8. května 1998 Jilemnice) je český sdruženář.
Mezi jeho největší úspěchy patří bronzová pozice z juniorského mistrovství světa 2018 ve švýcarském Kanderstegu, kde za prvním Videm Vrhovnikem zaostal o 5,4 sekundy. O rok později se při letním závodu Grand Prix ve slovinské Planici umístil na 10. místě. Od roku 2016 se pravidelně účastní závodů Světového poháru, kde je jeho maximem 19. místo z rakouského Ramsau z roku 2020.
V roce 2022 debutoval na Zimních olympijských hrách v Pekingu. Z 23. místa po skokanské části se díky 14. běžeckému času dokázal probojovat až do první dvacítky. Skončil na 18. místě a tím si vylepšil své dosavadní životní maximum.
Týden po olympijských hrách v Pekingu se konaly další závody Světového poháru ve finském Lahti. Po vydařené skokanské části se skokem dlouhým 120,5 m figuroval na 9. místě. V běžecké části v závodě na 10 km si svým výkonem poprvé v životě zajistil místo v první desítce (13. běžecký čas). Se ztrátou 1 minuty a 10 sekund na prvního Jarla Magnuse Riibera dojel na 10. místě, kterým si znovu vylepšil svůj nejlepší výsledek.